# Oscar Bobb
Oscar Bobb (* 12. Juli 2003 in Oslo) ist ein norwegischer Fußballspieler, der als Flügelspieler für den Premier-League-Klub Manchester City und die norwegische Nationalmannschaft spielt.

## Karriere

### Verein
Bobb wurde in Oslo geboren und spielte in der Jugend für Lyn Oslo. Ab 2013 wurde Bobb mit einem Wechsel nach Portugal zum FC Porto in Verbindung gebracht. Ein Wechsel scheiterte allerdings, was zu einem Rechtsstreit führte. Der Fall erreichte den Internationalen Sportgerichtshof, der sich auf die Seite der FIFA stellte, und Bobb wurde aufgefordert, nach Norwegen zurückzukehren. 2017 unterschrieb er einen Vertrag beim Osloer Klub Vålerenga.
Bobb wechselte im Juli 2019 zu Manchester City in die Premier League. Im Oktober desselben Jahres wurde er von der englischen Zeitung The Guardian zum besten Nachwuchstalent seiner Altersklasse bei Manchester City gekürt. Nach Einsätzen in der U-23-Mannschaft der Citizens wurde Bobb am 7. Januar 2022 in einem Drittrundenspiel des FA Cups gegen Swindon Town zum ersten Mal in die erste Mannschaft von Manchester City berufen, obwohl er nicht zum Einsatz kam. Am 2. September 2023 gab Bobb sein Premier-League-Debüt gegen Fulham, als er in der 88. Minute für Phil Foden eingewechselt wurde. Bald darauf gab er auch sein Debüt in der Champions League in einem Spiel gegen FK Roter Stern Belgrad am 19. September. Am 13. Dezember, ebenfalls gegen Roter Stern Belgrad, erzielte Bobb beim 3:2-Sieg sein erstes Champions-League-Tor und sein erstes Tor für den Verein. Am 13. Januar 2024 erzielte er in der 91. Minute sein erstes Premier-League-Tor und sicherte damit den 3:2-Auswärtssieg gegen Newcastle United.

### Nationalmannschaft
Bobb ist gambischer (Vater) und norwegischer (Mutter) Abstammung. Er spielte für verschiedene Jugendmannschaften seines Geburtslandes. Sein Debüt in der A-Nationalmannschaft gab er am 12. Oktober 2023 beim 4:0-Sieg der Mannschaft in der Qualifikation für die Europameisterschaft 2024 gegen Zypern in der 63. Minute.
Am 16. November 2023 erzielte Bobb in einem Freundschaftsspiel gegen die Färöer sein erstes Tor für Norwegen.

## Titel
International
- Klub-Weltmeister: 2023
- UEFA-Super-Cup-Sieger: 2023

England
- Meister: 2024
- Supercupsieger: 2024